# Rally Cataluña de 1957
El Rally Cataluña de 1957, oficialmente 1.º Rally Cataluña-8.º Vuelta a Cataluña, fue la primera edición y la tercera ronda de la temporada 1957 del Campeonato de España de Rally. Por primera vez la Vuelta a Cataluña coincidiendo con su octava edición recibió el apelativo de 1.º Rally Cataluña y se celebró del 28 al 30 de junio. Organizado por el RACC contó con el apoyo de varias entidades deportivas: RACE, Real Automóvil Club de Guipúzcoa, Real Automóvil Club de Valencia, Real Automóvil Club de Andorra, Real Moto Club de Cataluña, Peña Motorista Barcelona y A. S. Automobile Club du Rousillon.
El itinerario contaba con cinco puntos de salida: Madrid, Valencia, San Sebastián, Andorra y Barcelona. Los participantes se reunirían en Zaragoza para continuar luego hasta Andorra. En la segunda etapa el recorrido entraba en Francia por Pas de la Casa, continuaba hasta Perpiñán, La Junquera, Gerona y finalmente terminar en Barcelona. Un total de 104 equipos se inscribieron en la prueba, y salvo trece andorranos no contó con participación extranjera debido a las restricciones de carburante de los países vecinos. Desde Barcelona partieron cincuenta y ocho vehículos; desde Madrid veinticinco; desde Andorra trece; desde Valencia seis y desde San Sebastián dos. Además de la etapa de concentración y la etapa común la carrera contaba con seis pruebas adicionales de regularidad, velocidad, habilidad, aceleración y frenaje, algunas de ellas en cuesta.

## Clasificación final
| Pos. | Piloto                | Copiloto        | Automóvil                          | Puntos | Diferencia |
| ---- | --------------------- | --------------- | ---------------------------------- | ------ | ---------- |
| 1.   | Sebastiá Salvadó      | «Milano»        | Alfa Romeo 1900 Super              | 32,59  | 0.0        |
| 2.   | Antonio Roqué         | Alfredo Astort  | Alfa Romeo Giulietta S             | 34,42  | +1,83      |
| 3.   | Fernando Roque Rivero | Alfonso Marimón | Alfa Romeo Giulietta               | 38,15  | +5,56      |
| 4.   | Jaime Bähr Kurt       | R. Ramoneda     | Borgward Isabella                  | 39,48  | +6,89      |
| 5.   | Luciano Eliakin       | Augusto Lluch   | Saab 93                            | 44     | +11        |
| 6.   | José María de Caralt  | A. Basoli       | Jaguar MK7 2.4                     | 48,51  | +15,92     |
| 7.   | Javier Sanglas        | Pilar Lleo      | Alfa Romeo Giulietta Sprint Veloce | 49,41  | +16,82     |
| 8.   | Gerardo de Andrés     | Carlos Portoles | Mercedes-Benz 300 SL W198 I        | 52,51  | +19,92     |
| 9.   | José Humet            | A. Subirats     | Mercedes-Benz 220                  | 58,33  | +25,74     |
| 10.  | Rafael d'Harcourt     | Juan Fernández  | Lancia Appia                       | 64,72  | +32,13     |